# Paul Nebel
Paul Nebel (* 10. Oktober 2002 in Bad Nauheim) ist ein deutscher Fußballspieler. Der Mittelfeldspieler steht beim 1. FSV Mainz 05 unter Vertrag.

## Karriere

### Verein
Der Linksaußen, der als Rechtsverteidiger begonnen hatte, begann im Alter von fünf Jahren bei der JSG Florstadt mit dem Fußballspielen. Über den Karbener SV und die Kickers Offenbach kam er mit 14 Jahren schließlich ins Nachwuchsleistungszentrum von Mainz 05. Er spielte für die B- und A-Jugend der Mainzer in den jeweiligen Südwest-Bundesligastaffeln und nahm als 16-Jähriger am Sommertrainingslager der Profimannschaft im Juli 2019 teil. In der wegen der COVID-19-Pandemie abgebrochenen Saison 2019/20 wurde er mit der Mainzer A-Jugend Vizemeister der Südweststaffel.
Ende Juni 2020 unterschrieb Nebel seinen ersten Profivertrag bei Mainz 05. Der 17-Jährige, der auch noch ein Jahr in der U19 hätte spielen können, rückte daraufhin zur Saison 2020/21 in den Profikader auf und kam in der ersten Runde des DFB-Pokals im September 2020 zu seinem ersten Pflichtspieleinsatz für die Profis; in den ersten vier Spielen der Bundesligasaison 2020/21 wurde er jeweils eingewechselt. Er war der bis dahin jüngste 05er in der höchsten deutschen Spielklasse. Nebel kam hauptsächlich in der zweiten Mannschaft in der viertklassigen Regionalliga Südwest zum Einsatz, in der Bundesliga spielte er bis Juni 2022 – in der Regel als Einwechselspieler – 14-mal.
Damit der 19-Jährige Spielpraxis sammelt, wurde er für die Saison 2022/23 an den Zweitligisten Karlsruher SC verliehen. Im Mai 2023 wurde die Leihe um ein weiteres Jahr verlängert. Beim KSC entwickelte sich Nebel im offensiven Mittelfeld bald zum Stammspieler; in seiner zweiten Saison verpasste er nur ein einziges Spiel wegen einer Gelbsperre. 
Nach seiner Rückkehr nach Mainz war er zunächst Ergänzungsspieler, konnte sich aber auch hier im Laufe der Saison in die Stammelf spielen und wurde zum Leistungsträger. Beim 3:1-Heimsieg gegen Borussia Dortmund am 9. November 2024 erzielte Nebel seinen ersten Treffer in der Bundesliga. Mainz beendete die Saison auf dem sechsten Platz, Nebel kam in 31 von 34 Spielen zum Einsatz und erzielte zehn Tore. Der Kicker wählte ihn sieben Mal in die Elf des Spieltags.

### Auswahlmannschaften
Nebel absolvierte ein Spiel für die U15-Nationalmannschaft und zehn Partien für die U16. Ab September 2018 spielte er zehnmal (drei Tore) für die U17-Nationalmannschaft. Er nahm an der U17-Europameisterschaft 2019 als Mannschaftskapitän teil und schied mit der Mannschaft nach der Vorrunde aus. Ab September 2021 spielte er für die U20-Auswahl des DFB. Im September 2023 kam er zu seinem ersten Einsatz in der U21-Nationalmannschaft. Mit dieser nahm er 2025 an der Europameisterschaft in der Slowakei teil. Beim Vorrundenspiel gegen Tschechien erzielte er beim 4:2-Sieg seinen ersten Treffer für die deutsche U-21-Mannschaft.
Da Nebel noch kein Spiel für die deutsche A-Nationalmannschaft absolviert hat – und somit noch kein Pflichtspiel für die DFB-Elf –, wäre er noch für die Nationalmannschaft der Republik Irland spielberechtigt.

## Familie
Nebel ist Enkel einer irischen Großmutter mütterlicherseits und Sohn eines deutschen Vaters; er hat zwei jüngere Brüder. Er verließ sein Elternhaus mit 14 Jahren und besuchte die IGS Mainz-Bretzenheim, eine Eliteschule des Fußballs. Nebel wohnte zu dieser Zeit in Mainz im Kolping-Haus und trainierte im Nachwuchsleistungszentrum von Mainz 05.